# Lac Vert (Saint-Nérée-de-Bellechasse)
Pour les articles homonymes, voir Lac Vert.
Le lac Vert, anciennement nommé le lac Saint-Nérée, est un lac d'eau douce situé dans la municipalité de Saint-Nérée-de-Bellechasse, appartenant à la municipalité régionale de comté (MRC) de Bellechasse, dans la région administrative de Chaudière-Appalaches, au Québec, au Canada.

## Géographie
Ce lac a une superficie d’environ 33 ha, une profondeur moyenne de 1,5 m et une profondeur maximale de 2,8 m. Il est alimenté en eau par un ruisseau innomé, dans lequel il se déverse également.

## Toponymie
Le toponyme « Lac Vert » a été officialisé le 21 janvier 1975 à la Commission de toponymie du Québec.

## Faune et flore

### Poissons
Dans le lac, la présence des espèces suivantes a été observée : la perchaude, la barbotte brune, le ventre citron, le mulet à cornes, le meunier noir, ainsi qu’un meunier identifié seulement au genre (meunier sp.).

### Plantes aquatiques
Les plantes observées dans le lac incluent le potamot, le rubanier, le nénuphar et la brasénie de Schreber.